# قاسم زارع
قاسم زارع (زاده ۱ فروردین ۱۳۳۶ در همدان) بازیگر سینما، تلویزیون و تئاتر اهل ایران است.

## فیلم‌ها

### فیلم‌های سینمایی
| سال  | نام فیلم              | کارگردان          |
| ---- | --------------------- | ----------------- |
| ۱۴۰۱ | بانک زده ها           | جواد اردکانی      |
| ۱۳۹۷ | مدیترانه              | هادی حاجتمند      |
| ۱۳۹۶ | کاتیوشا               | علی عطشانی        |
| ۱۳۹۴ | چهار اصفهانی در بغداد | محمدرضا ممتاز     |
| ۱۳۹۲ | سگ‌های پوشالی          | رضا توکلی         |
| ۱۳۸۹ | اخراجی‌ها ۳            | مسعود ده نمکی     |
| ۱۳۸۹ | خاک و آتش             | مهدی صباغ‌زاده     |
| ۱۳۸۸ | دموکراسی تو روز روشن  | علی عطشانی        |
| ۱۳۸۷ | پنالتی                | انسیه شاه حسینی   |
| ۱۳۸۷ | اخراجی‌ها ۲            | مسعود ده‌نمکی      |
| ۱۳۸۷ | نفوذی                 | احمد کاوری        |
| ۱۳۸۷ | کودک و فرشته          | مسعود نقاش زاده   |
| ۱۳۸۶ | فرزند خاک             | محمدعلی آهنگر     |
| ۱۳۸۵ | اخراجی‌ها              | مسعود ده نمکی     |
| ۱۳۸۵ | سنگ، کاغذ، قیچی       | سعید سهیلی        |
| ۱۳۸۴ | زاگرس                 | محمدعلی نجفی      |
| ۱۳۸۳ | پیک نیک در میدان جنگ  | سید رحیم حسینی    |
| ۱۳۸۳ | جایی برای زندگی       | محمد بزرگ نیا     |
| ۱۳۸۳ | من بن لادن نیستم      | احمد طالبی نژاد   |
| ۱۳۸۲ | مزرعه پدری            | رسول ملاقلی‌پور    |
| ۱۳۸۰ | دختر شیرینی فروش      | ایرج طهماسب       |
| ۱۳۸۰ | سفر به فردا           | محمدحسین حقیقی    |
| ۱۳۷۹ | آواز قو               | سعید اسدی         |
| ۱۳۷۹ | رقص شیطان             | اسماعیل براری     |
| ۱۳۷۹ | موج مرده              | ابراهیم حاتمی کیا |
| ۱۳۷۷ | فریاد                 | مسعود کیمیایی     |
| ۱۳۷۶ | آژانس شیشه‌ای          | ابراهیم حاتمی کیا |
| ۱۳۷۴ | بوی پیراهن یوسف       | ابراهیم حاتمی کیا |
| ۱۳۶۸ | صنوبرهای سوزان        | عباس شیخ بابایی   |

### تلویزیون
| سال  | نام فیلم                 | کارگردان           |
| ---- | ------------------------ | ------------------ |
| ١۴٠١ | آتش و باد                | مجتبی راعی         |
| ١۴٠١ | بی‌نشان                   | راما قویدل         |
| ١۴٠٠ | بعد از آزادی             | محمدعلی باشه آهنگر |
| ۱۳۹۶ | نوار زرد                 | پوریا آذربایجانی   |
| ۱۳۹۴ | تعبیر وارونه یک رؤیا     | فریدون جیرانی      |
| ۱۳۹۲ | یادآوری                  | حجت قاسم‌زاده اصل   |
| ۱۳۹۲ | بوی باران                |                    |
| ۱۳۹۱ | رویاهای بیداری           |                    |
| ۱۳۹۱ | تله‌فیلم منفی ۱۶۸ درجه    | حسن اسدی           |
| ۱۳۹۰ | صفحه ۱۱۳                 |                    |
| ۱۳۸۸ | ستایش                    |                    |
| ۱۳۸۸ | سال‌های مشروطه            | محمدرضا ورزی       |
| ۱۳۸۷ | تله فیلم گامهای معلق     | شهرام شاه حسینی    |
| ۱۳۸۷ | آینه‌های نشکن             | جواد اردکانی       |
| ۱۳۸۶ | فتانه                    | عباس دستمال چی     |
| ۱۳۸۵ | قرارگاه مسکونی           | سید جواد رضویان    |
| ۱۳۸۴ | روزهای مهربانی           |                    |
| ۱۳۸۴ | چه کسی به سرهنگ شلیک کرد |                    |
| ۱۳۸۲ | بچه‌های خیابان            |                    |
| ۱۳۸۱ | چراغ جادو                |                    |
| ۱۳۸۱ | ثارالله                  | شهریار بحرانی      |
| ۱۳۷۹ | گروه ویژه                |                    |
| ۱۳۷۸ | عید آن سال‌ها             | سعید ابراهیمی فر   |
| ۱۳۷۷ | هتل                      | مرضیه برومند       |
|      | یک روز خوب               |                    |
|      | حباب                     | سامان استرکی       |
| ۱۳۷۴ | نابغه‌های قرن بیستم       | حسین محب‌اهری       |
| ۱۳۷۴ | نبردی دیگر               | عبدالله باکیده     |
| ۱۳۷۱ | خانهٔ بخت                 | فریدون فرهودی      |
| ۱۳۶۴ | آئینه (مجموعه تلویزیونی) | غلامحسین لطفی      |

### تئاتر
| سال  | نام               | محل اجرا   |
| ---- | ----------------- | ---------- |
| ۱۳۹۳ | تانگوی تخم‌مرغ داغ | تالار وحدت |